# Euphorbia caerulescens
Euphorbia caerulescens ist eine Pflanzenart aus der Gattung Wolfsmilch (Euphorbia) in der Familie der Wolfsmilchgewächse (Euphorbiaceae).

## Beschreibung
Die sukkulente Euphorbia caerulescens bildet Sträucher bis 1,5 Meter Höhe aus, die sich aus ihrer Basis heraus verzweigen. Durch die rhizomartige Wurzel werden große Bestände an dicht stehenden Pflanzen gebildet. Die deutlich vier- bis sechskantigen und aufrechten Zweige sind durch längliche Einschnürungen in 10 Zentimeter lange und 5 Zentimeter breite Abschnitte gegliedert. Die blaugrün gefärbten Triebe besitzen an den Kanten buchtige Zähne. Die Dornschildchen sind zu einem Hornrand verwachsen und es werden Dornen bis 12 Millimeter Länge ausgebildet.

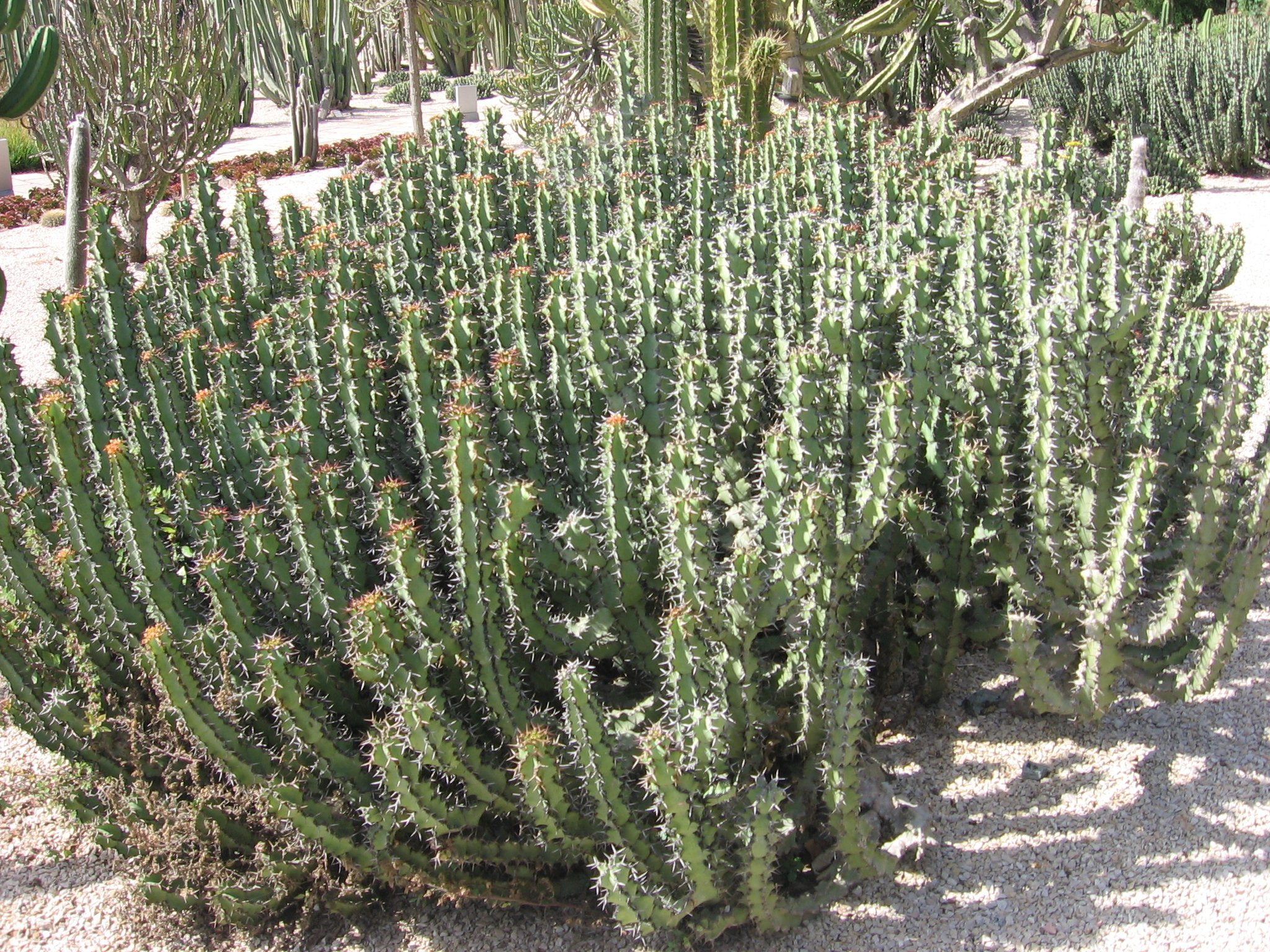
Habitus
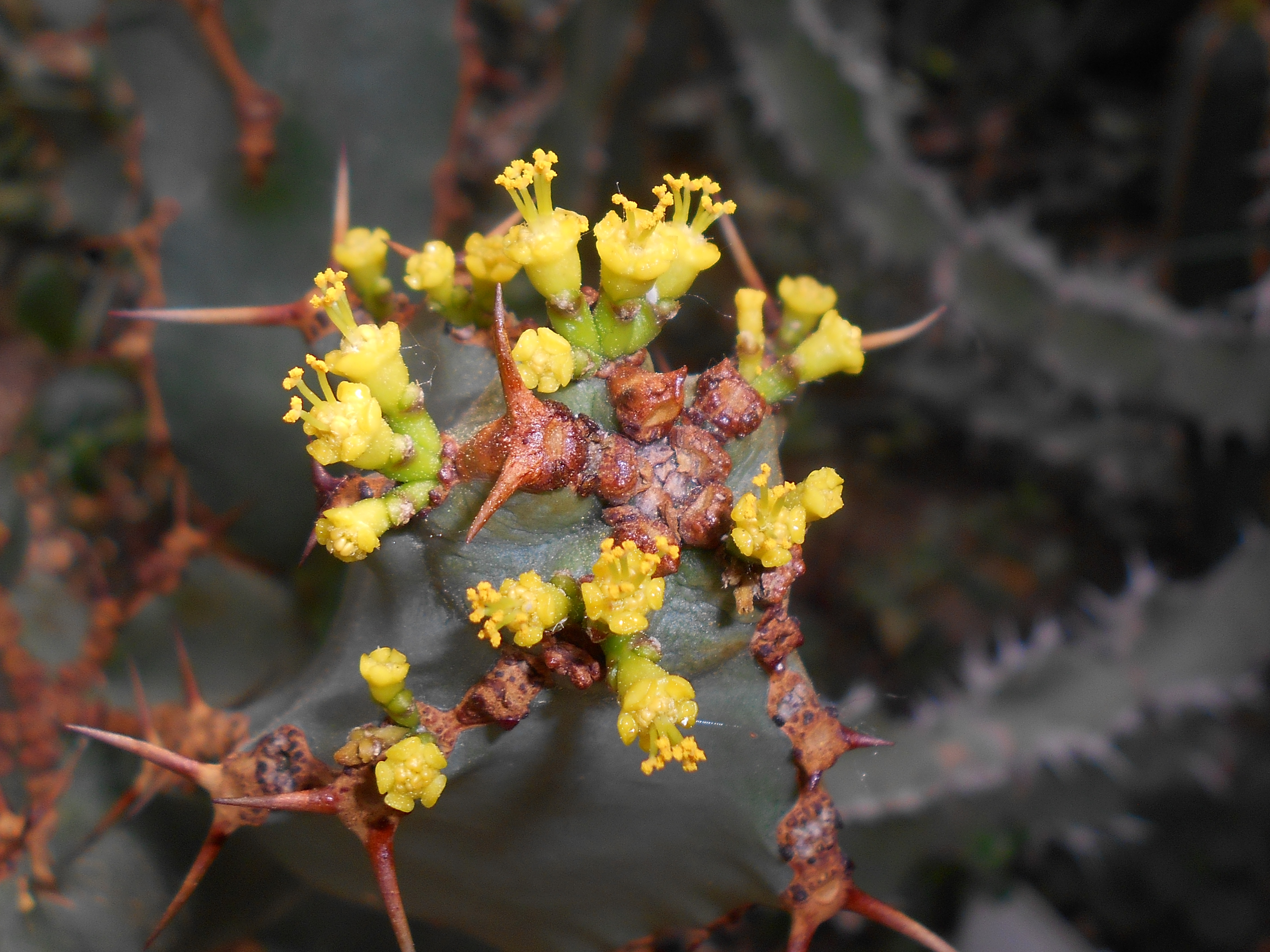
Blüten
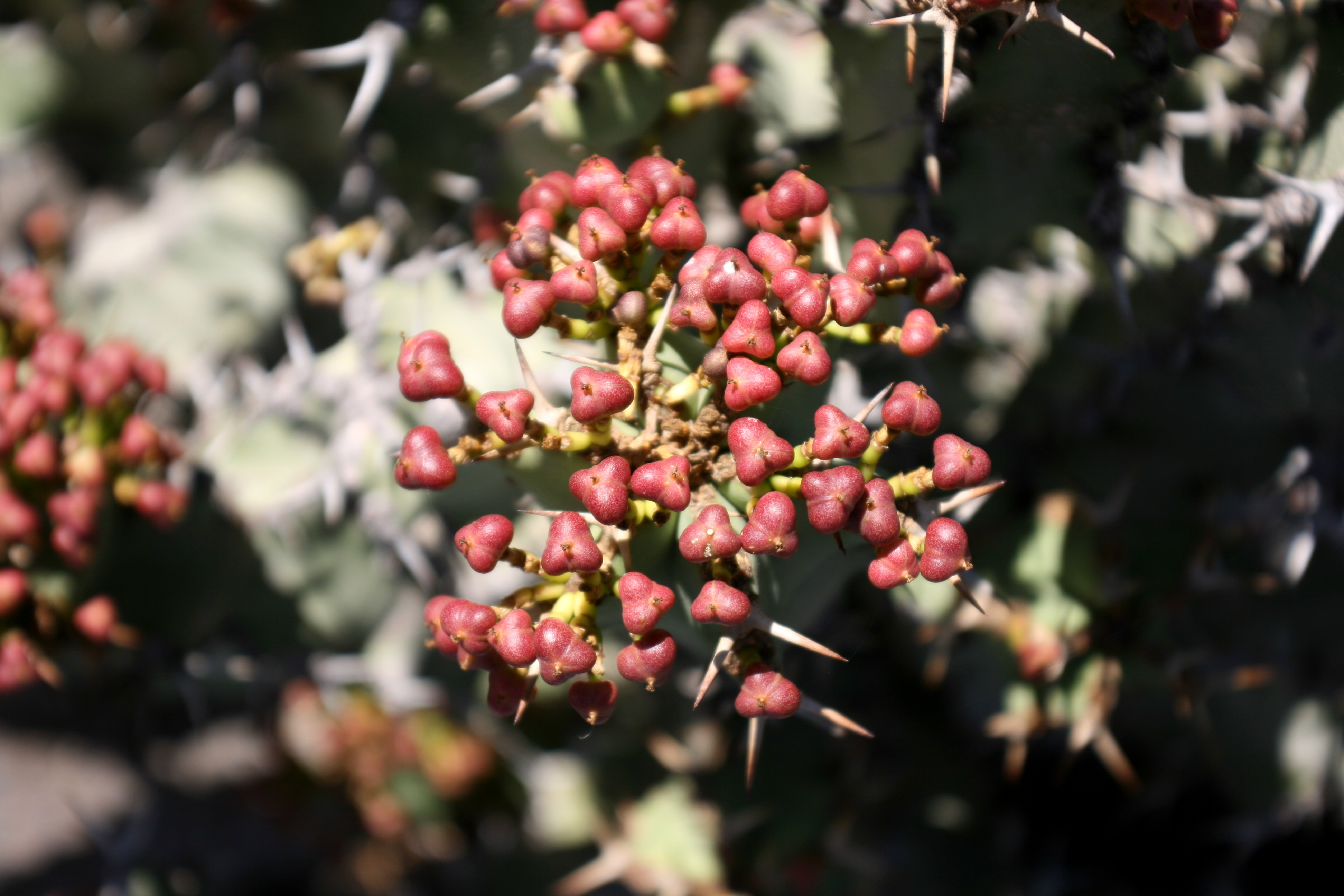
Früchte

Der Blütenstand besteht aus ein bis drei einfachen Cymen, die in einer waagerechten Linie angeordnet sind und an bis zu 6 Millimeter langen Stielen stehen. Die Cyathien erreichen bis 6 Millimeter im Durchmesser. Die länglichen Nektardrüsen sind gelb gefärbt und stoßen aneinander. Die stumpf gelappte Frucht wird etwa 7 Millimeter groß und ist etwa 5 Millimeter lang gestielt. Sie enthält den kugelförmigen Samen.

## Verbreitung und Systematik
Euphorbia caerulescens ist in der südafrikanischen Provinz Ostkap verbreitet.
Die Erstbeschreibung der Art erfolgte 1827 durch Adrian Hardy Haworth. Synonyme zu dieser Art sind Euphorbia virosa var. caerulescens (Haw.) A.Berger (1907) und Euphorbia coerulescens hort.